# اندی کوک (بازیکن فوتبال، زاده ۱۹۹۰)

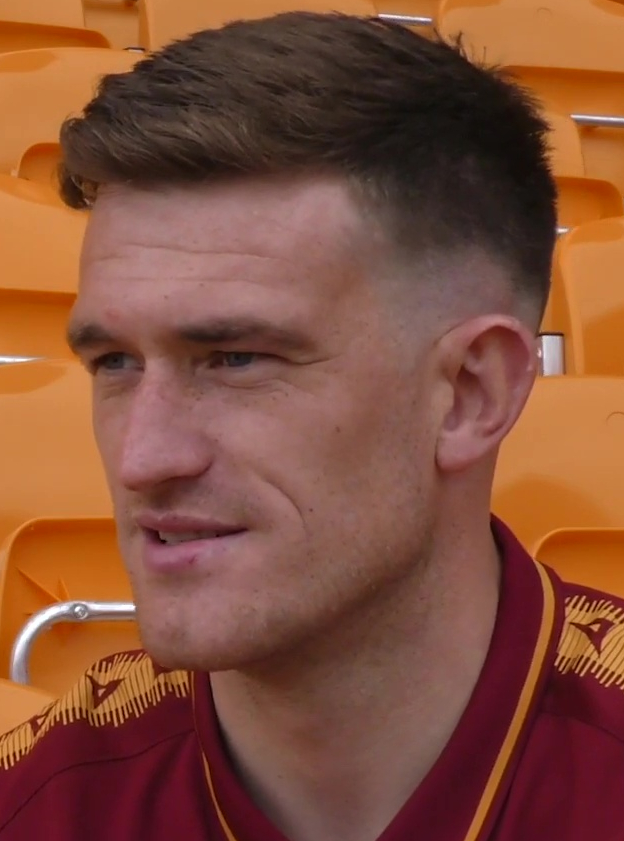
اندی کوک در سال ۲۰۲۱

اندی کوک (انگلیسی: Andy Cook؛ زادهٔ ۱۸ اکتبر ۱۹۹۰) بازیکن فوتبال اهل بریتانیا است.
از باشگاه‌هایی که در آن بازی کرده‌است می‌توان به باشگاه فوتبال منزفیلد تاون، باشگاه فوتبال وورکینگتون ای. اف. سی، باشگاه فوتبال ترانمره راورز، باشگاه فوتبال بارو، باشگاه فوتبال کارلایل یونایتد، باشگاه فوتبال گریمزبی تاون، و باشگاه فوتبال والسال اشاره کرد.
وی همچنین در تیم ملی فوتبال England C بازی کرده‌است.